# Código Yōrō
O Código Yōrō (養老律令, Yōrō-ritsuryō) foi uma compilação de vários códigos e normas de governo do início do Período Nara no Japão clássico.  A maior parte do trabalho no Código Yōrō Code foi concluída em 718.
O Código Yōrō foi uma revisão do anterior Código Taihō. O trabalho de compilação começou com Fujiwara no Fuhito, mas o projeto parou abruptamente quando Fuhito faleceu em 720. O Código não foi editado até 757, quando Fujiwara no Nakamaro o promulgou sob ordem da Imperatriz Koken.
Em termos de conteúdo, diferenças em relação ao código Taihō eram limitadas. O Código em si, assim como outros códigos ritsuryo, se perdeu. Contudo, alguns documentos posteriores (como o Ryo no Gige, um documento do século IX explicando as leis editadas) permaneceram e permitiram sua reconstrução.
Na prática, o Código permaneceu em vigor até a era Meiji no século XIX, tornando-se uma norma de governo milenar.